# Warriorz
Warriorz è il quarto album in studio del gruppo musicale hip hop statunitense M.O.P., pubblicato il 10 ottobre 2000 dalla Loud Records.
DJ Premier e Fizzy Womack sono i produttori principali del disco, che tratta strettamente i temi da strada. Da Warriorz, album di maggior successo commerciale del gruppo, escono i singoli Cold as Ice – successo commerciale e «inno East Coast» che presenta un segmento campionato dall'omonima traccia dei Foreigner – ed Ante Up, il quale è poi remixato successivamente in una versione comprendente anche Teflon, Remy Ma e Busta Rhymes. In seguito, Ante Up è utilizzato in diverse colonne di film tra i quali Il castello, Brown Sugar, SDF Street Dance Fighters, 30 Minutes or Less e Vicini del terzo tipo.

## Distribuzione e ricezione
| Recensione       | Giudizio |
| ---------------- | -------- |
| AllMusic         | [ 1 ]    |
| RapReviews       | [ 2 ]    |
| Robert Christgau | A−       |
| Rolling Stone    | [ 3 ]    |

L'album è distribuito da Loud negli Stati Uniti, in Canada, Giappone e Australia. In Europa la distribuzione è partecipata con Epic Records. Nel 2015 il disco è ripubblicato da Get On Down negli USA.
Steve Juon di RapReviews scrive che gli M.O.P. sono una sorta di «versione dei Run-DMC degli anni duemila» e giudica l'album con una votazione di 9.5 su 10. Juon dichiara: «questo album non suggerisce il cambiamento della società, non promette un domani più luminoso e non difende i punti di vista a cui le menti influenti dovrebbero essere esposte. Gli M.O.P. sono spietati e sanguinarii nello stesso modo in cui lo è un film di Dirty Harry o di Pam Grier; e sono altrettanto divertenti. Sono veri guerrieri.» Robert Christgau pubblica una recensione insolitamente positiva, dato che «odia il gangsta rap»: il critico dichiara che, nonostante il suo disprezzo per il genere, «questo esemplare lo convince che, a volte, i teppisti si divertono di più», assegnandogli una «A-».
Le produzioni di Fizzy Womack e DJ Premier sono elogiate da parte della critica. Il critico Di Bella per Allmusic dà all'album quattro stelle su cinque, scrivendo che «anche se il tono cambia raramente e il contenuto lirico diventa ripetitivo, l'album raggiunge abbastanza note positive da renderlo un bel prodotto.»

## Tracce
1. Premier Intro – 1:33 (musica: DJ Premier)
2. Welcome to Brownsville (featuring Tephlon) – 4:01 (musica: Fizzy Womack)
3. Everyday (featuring The Product G&B) – 4:49 (musica: DJ Premier)
4. Ante Up (Robing-Hoodz Theory) (featuring Funkmaster Flex) – 4:09 (musica: DR Period)
5. Face Off 2K1 – 4:07 (musica: DJ Premier)
6. Warriorz – 4:43 (musica: Mahogany)
7. G-Building – 3:36 (musica: M.O.P.)
8. Old Timerz – 3:49 (musica: Laze E Laze)
9. On the Front Line – 3:05 (musica: DJ Premier)
10. Nig-gotlate – 2:26 (musica: Fizzy Womack)
11. Follow Instructions – 3:48 (musica: DJ Premier)
12. Calm Down – 3:39 (musica: Fizzy Womack)
13. Power – 4:31 (musica: Laze E Laze)
14. Home Sweet Home (featuring Lord Have Mercy) – 3:58 (musica: Nottz)
15. Background Niggaz – 3:54 (musica: DR Period)
16. Cold as Ice – 4:04 (musica: Fizzy Womack)
17. Operation Lockdown – 4:05 (musica: Chris Coker)
18. Roll Call – 4:05 (musica: DJ Premier)
19. Foundation – 3:42 (musica: Curt Cazal)

Durata totale: 72:04

## Classifiche

### Classifiche settimanali
| Classifica (2000)         | Posizione massima |
| ------------------------- | ----------------- |
| Stati Uniti               | 25                |
| US Top R&B/Hip-Hop Albums | 5                 |
| US Independent Albums     | 10                |